# Ringar

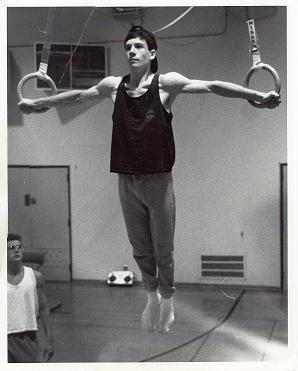
"Järnkorset"

Ringar är en gren inom den manliga artistiska gymnastiken.
Fédération Internationale de Gymnastique har fastställt ringarnas mått till 18 cm innerdiameter och 2,8 cm diameter på ringarnas material.